# El perifèric
El perifèric (originalment en anglès, The Peripheral) és una sèrie de televisió de ciència-ficció estatunidenca produïda i creada per Scott Smith. Produïda per Amazon, està basada en el llibre homònim de 2014 escrit per William Gibson. Els creadors de Westworld Jonathan Nolan i Lisa Joy en són productors executius, juntament amb Athena Wickham, Steve Hoban i Vincenzo Natali. Es va estrenar el 21 d'octubre de 2022 a Amazon Prime Video amb el doblatge en català.
Es considera la quarta sèrie original d'Amazon doblada al català després de La llista final, Els anells de poder i Un assumpte privat. El doblatge va ser produït per Deluxe Content Services i dirigit per Maria Lluïsa Magaña a partir de la traducció de Marina Bornas. Compta amb les veus de Clara Schwarze (Flynne), Masumi Mutsuda (Burton), Núria Mediavilla (Aelita), Elisa Beuter (Billy Ann) i Pep Papell (Reece), entre d'altres.

## Repartiment i personatges

### Principals

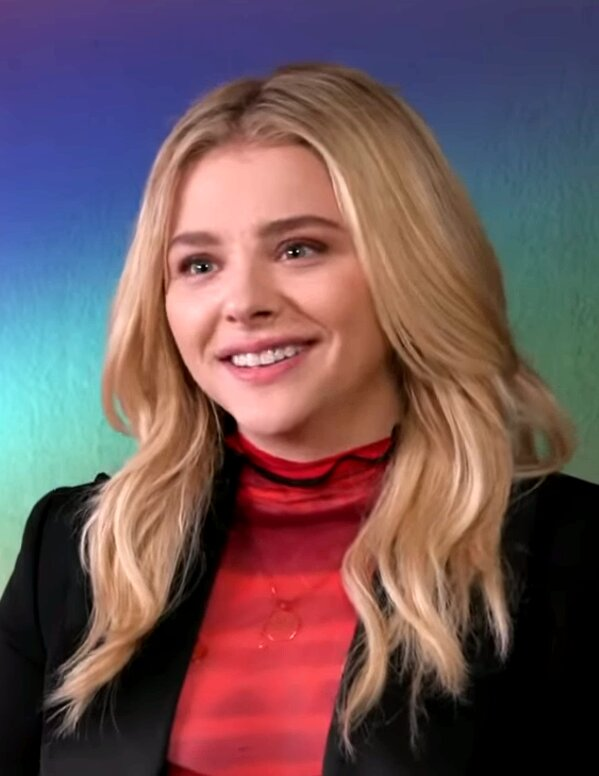
Chloë Grace Moretz

- Chloë Grace Moretz com a Flynne Fisher
- Gary Carr com a Wilf
- Jack Reynor com a Burton Fisher
- Eli Goree com a Conner
- Charlotte Riley com a Aelita
- JJ Feild com a Lev
- Adelind Horan com a Billy Ann Baker
- T'Nia Miller com a Cherise
- Alex Hernandez com a Tommy Constantine
- Austin Rising com a Leon
- Amber Rose Revah com a Grace

### Secundaris
- Louis Herthum com a Corbell Pickett
- Chris Coy com a Jasper
- Melinda Page Hamilton com a Ella
- Katie Leung com a Ash
- Alexandra Billings com a detectiu Ainsley Lowbeer

## Llista d'episodis
| Núm. | Títol                           | Direcció        | Guió                                                               | Data d'estrena original |
| --- | ------------------------------- | --------------- | ------------------------------------------------------------------ | ----------------------- |
| 1 | «Pilot»                         | Vincenzo Natali | Scott B. Smith                                                     | 21 d'octubre de 2022    |
| La Flynne Fisher viu en una petita ciutat amb poques perspectives de futur. És una jugadora de videojocs amb molt talent que treballa en una feina sense sortides per mantenir el seu germà, veterà de guerra, i la seva mare malalta. Quan el germà li demana ajuda per testar un simulador d'última generació, la Flynne veu alguna cosa que no hauria d'haver vist i posa en perill tota la seva família.     |                                 |                 |                                                                    |                         |
| 2 | «Bonificació per empatia»       | Vincenzo Natali | Scott B. Smith                                                     | 21 d'octubre de 2022    |
| Uns mercenaris assalten la casa de la família. Buscant respostes, la Flynne es torna a posar els auriculars i descobreix que no és un joc, sinó una màquina del temps que l'envia 70 anys endavant. La Flynne fa un tracte amb el Wilf i el Lev i accepta ajudar-los a trobar l'Aelita. |                                 |                 |                                                                    |                         |
| 3 | «Deriva hàptica»                | Alrick Riley    | Scott B. Smith                                                     | 28 d'octubre de 2022    |
| La Flynne i el Wilf col·laboren per buscar l'Aelita. El Burton fa un pas endavant per eliminar una nova amenaça. |                                 |                 |                                                                    |                         |
| 4 | «Jackpot»                       | Alrick Riley    | Història: Bronwyn Garrity Adaptació: Scott B. Smith                | 4 de novembre de 2022   |
| La Flynne comença a tenir problemes de salut. El Wilf la va a veure a Clanton per estrènyer lligams. Ella descobreix la veritat sobre el seu futur. |                                 |                 |                                                                    |                         |
| 5 | «Què se n'ha fet, del Bob?»     | Vincenzo Natali | Jamie Chan                                                         | 11 de novembre de 2022  |
| La vida de la Flynne torna a estar en perill, i això l'empeny a encarar-se amb la Cherise. |                                 |                 |                                                                    |                         |
| 6 | «A la merda i a cagar a la via» | Vincenzo Natali | Greg Plageman i Scott B. Smith                                     | 18 de novembre de 2022  |
| La Flynne i el Wilf descobreixen els lligams de l'Aelita amb els neoprimitivistes, que volen destruir Londres tal com la coneixem. La inspectora Lowbeer es presenta a la ciutat per conèixer la Flynne, el Burton i el Conner. |                                 |                 |                                                                    |                         |
| 7 | «El dallonses»                  | Alrick Riley    | Jamie Chan i Scott B. Smith                                        | 25 de novembre de 2022  |
| La Flynne, el Burton i el Conner es troben amb la inspectora Lowbeer, que els posarà a prova. Mentrestant, la vida de la seva mare corre perill, i el Tommy decideix pel seu compte donar una lliçó al xèrif i el Corbell Pickett. |                                 |                 |                                                                    |                         |
| 8 | «La creació de mil boscos»      | Alrick Riley    | Història: Scott B. Smith Adaptació: Scott B. Smith i Greg Plageman | 2 de desembre de 2022   |
| En Tommy lídia amb les conseqüències dels seus actes. L’Ash cerca l'ajuda d'un aliat inesperat. La Cherise usa l'estratègia de terra cremada per evitar que les dades robades del IR caiguin en males mans. La Lowbeer informa la Flynne que no pot salvar l’Ella. En Wilf li parla a Flynne del seu passat. En Jasper actua. L’Aelita revela els seus plans. Y la Flynne es juga la vida per salvar el seu món. |                                 |                 |                                                                    |                         |

## Producció

### Desenvolupament
L'abril de 2018, es va anunciar que els creadors de Westworld Lisa Joy i Jonathan Nolan desenvoluparien una adaptació de sèrie de televisió de la novel·la de William Gibson The Peripheral per a Amazon. L'abril de 2019 es va anunciar que Joy i Nolan havien signat un acord global a Amazon Studios, i el projecte va rebre un encàrrec de sèrie a mitjans de novembre de 2019, amb Joy i Nolan de productors executius sota el seu acord global. Més enllà de Joy i Nolan, els productors executius inclouen Athena Wickham, Steve Hoban i Vincenzo Natali. El programa té episodis d'una hora de durada i està desenvolupat per Kilter Films, a través d'Amazon Studios. Warner Bros. Television també hi participa com a productora, amb Scott Smith com a guionista. Smith va crear la sèrie, alhora que va actuar com a productor guionista i com a productor executiu. Natali va dirigir l'episodi pilot. El 30 de març de 2021, Greg Plageman es va unir a la sèrie com a productor executiu i va substituir Smith com a productor guionista.
Una segona temporada està en desenvolupament actiu.

### Càsting
L'octubre de 2020, es va anunciar que Chloë Grace Moretz va ser elegida per al paper principal de Flynne Fisher, amb Gary Carr també unint-se al repartiment principal. El març de 2021, Jack Reynor es va unir a la sèrie en un paper principal. El mes següent, Eli Goree, Charlotte Riley, JJ Feild, Adelind Horan, T'Nia Miller i Alex Hernandez s'hi van afegir. El juny de 2021, Louis Herthum, Chris Coy, Melinda Page Hamilton, Katie Leung i Austin Rising es van unir al repartiment en papers recurrents. El juliol de 2021, Alexandra Billings va rebre un paper secundari.

### Rodatge
El rodatge principal de la sèrie va començar el 3 de maig de 2021 a Londres. Es va traslladar a Marshall (Carolina del Nord) el 24 de setembre. La producció de la sèrie es va acabar el 5 de novembre de 2021.